# Oper!
Oper! (Eigenschreibweise OPER!) ist eine 2015 in Berlin gegründete internationale Fachzeitschrift für Oper und Musiktheater, die als Druckausgabe zweimonatlich erscheint. Die digitale Ausgabe mit aktuellen Aufführungsrezensionen wird permanent fortgeschrieben.

## Verlag und Autoren
Oper! erscheint zweimonatlich in der Oper Medien GmbH & Co. KG. Die Print-Ausgabe ist in Deutschland, Österreich und der Schweiz erhältlich, für Abonnenten auch weltweit. Daneben existiert eine permanent fortgeschriebene digitale Ausgabe, die über die Website der Zeitschrift und ihre App international zu lesen ist.
Aufführungsrezensionen erscheinen zunächst als Nachtkritik auf den Social-Media-Kanälen des Magazins, kurzfristig dann auch in vollständiger Länge in der digitalen Ausgabe.

## Inhaltliche Ausrichtung
Oper! ist ein Magazin über Musiktheater von Musikjournalisten. Kunst und Künstler stehen ebenso im Zentrum wie der gesellschaftliche Aspekt von Oper. Das Magazin veröffentlicht Besprechungen von  Opernproduktionen mit Schwerpunkt auf den deutschsprachigen Raum sowie europäische Nachbarländer und den wichtigsten Opernzentren der USA. Daneben bietet Oper! Künstlerinterviews, thematische Beiträge, Essays, Vorberichte zu besonderen Inszenierungen sowie CD-, DVD- und Buch-Rezensionen und einen umfangreichen Service-Teil aus Sänger- und Premierentipps, Spielplänen mit Besetzungen internationaler Opernhäuser und Festivals, in denen Rollen- und Hausdebüts von Sängern vermerkt sind, sowie Sängerjubiläen und eine digitale Programmzeitschrift.

## Oper! Awards

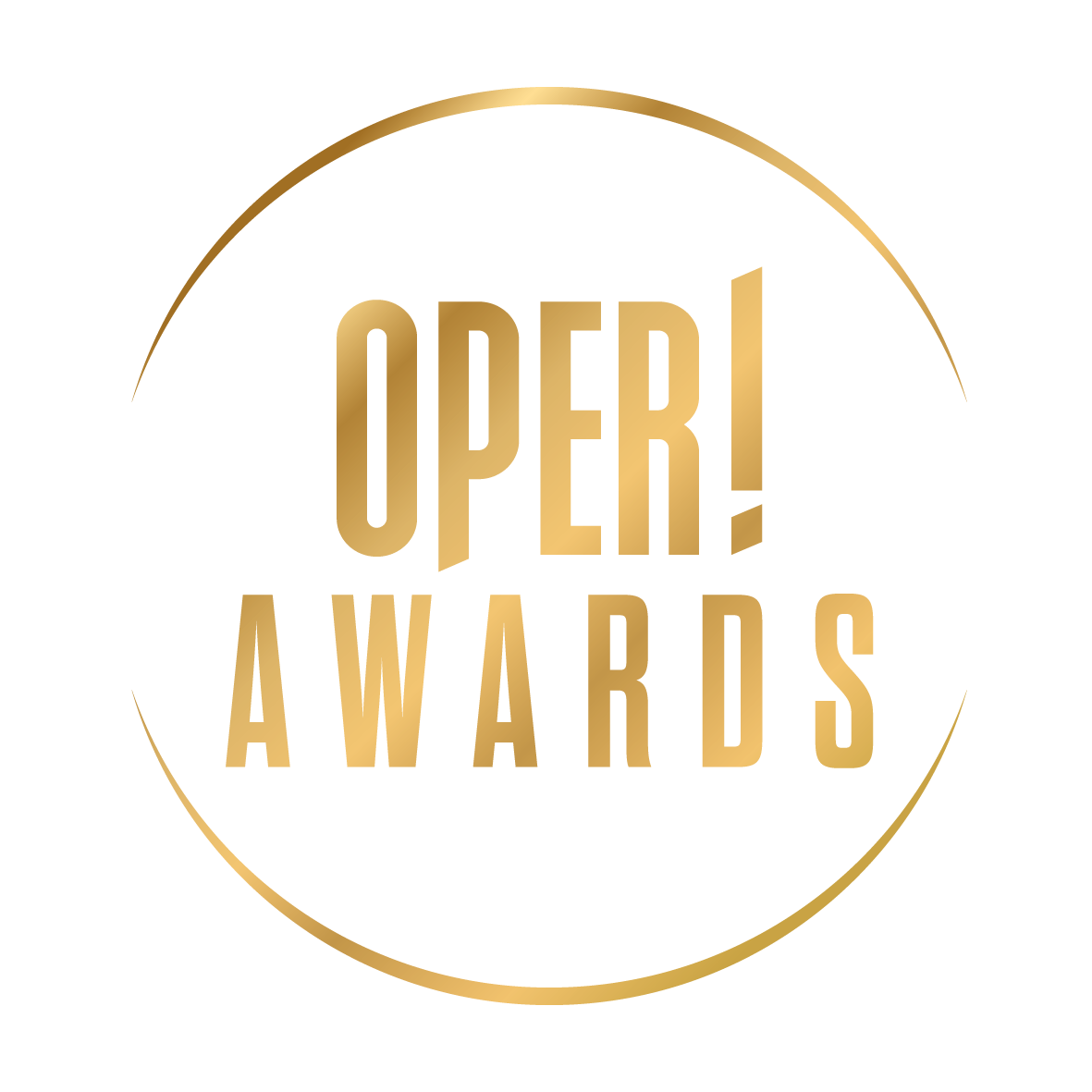
Logo der Oper! Awards

2019 etablierte Oper! die „Oper! Awards“ als öffentliche Auszeichnung für die besten internationalen Künstler der Opernbranche. Sie werden jährlich in 20 Kategorien verliehen. Die Jury ist ausschließlich mit Musikjournalisten besetzt.